# 納烏林戈
納烏林戈（西班牙語：Nahulingo），是薩爾瓦多的城鎮，位於該國西部，由松索納特省負責管轄，面積35.42平方公里，海拔高度197米，2007年人口10,417，人口密度每平方公里294.1人。
13°42′N 89°43′W / 13.700°N 89.717°W